# NOVI
NOVI Hogeschool (Nederlands Opleidingsinstituut Voor Informatica) is een particuliere Nederlandse hogeschool gevestigd in Utrecht met een vestiging in Maastricht. NOVI is de oudste ICT Nederlandse onderwijsinstelling van Nederland. Het begin van NOVI kan worden herleid tot het jaar 1958 toen de stichting Studiecentrum Administratieve Automatisering (SSAA) werd opgericht door verschillende Nederlandse academici verbonden aan de faculteit economie van de Universiteit van Amsterdam. Het doel was om de automatisering van de industrie in Nederland te faciliteren. In 1964 werd AMBI, het eerste Nederlandse examenprogramma op het gebied van administratief informatiebeheer, door de SSAA gecreëerd. Bij de oprichting was AMBI de hoogst mogelijke kwalificatie in het vakgebied en de enige op HBO-niveau. De SSAA nam in 1971 de naam Studicentrum NOVI aan.
Door financiële problemen begin jaren tachtig werd de stichting ontbonden en werd de onderwijsafdeling (NOVI Opleidingen) verkocht aan particuliere investeerders. NOVI bleef functioneren als particuliere onderwijsinstelling en verkreeg in 1997 de erkenning als hogeschool. Tegenwoordig biedt NOVI bacheloropleidingen aan in verschillende IT-richtingen, waaronder bedrijfsinformatica, softwareontwikkeling en cyberbeveiliging.

## Geschiedenis
In de jaren vijftig probeerden verschillende Nederlandse academici het tekort aan professionals met kennis van automatisering aan te pakken, juist op een moment dat computers steeds vaker werden ingezet voor administratieve toepassingen. De wortels van NOVI gaan terug tot begin 1958, toen het Amerikaanse adviesbureau John Diebold & Associates in het Grand Hotel Krasnapolsky een bijeenkomst organiseerde onder de titel 'Course on Management for Automatic Data Processing'. Tijdens de bijeenkomst spraken aantal Nederlandse economen, waaronder Hendrik Reinoud, Remmer Willem Starreveld en Henri Johan van der Schroeff, destijds decaan van de faculteit economie van de Universiteit van Amsterdam, over de oprichting van een studie- en documentatiecentrum ter ondersteuning van het automatiseringsproces in Nederland.

### SSAA
Tijdens haar algemene vergadering op 5 juli 1958 besloot de faculteit economie van de Universiteit van Amsterdam tot de oprichting van het genoemde centrum. Tien dagen later werd de Stichting Studiecentrum Administratieve Automatisering (SSAA) officieel opgericht. De SSAA werd gefinancierd door verschillende begunstigers, bedrijven en instellingen die al bezig waren met automatisering of plannen hadden om hiermee te starten. Het belang van deze begunstigers kwam tot uiting in de samenstelling van de bestuursorganen van de SSAA:

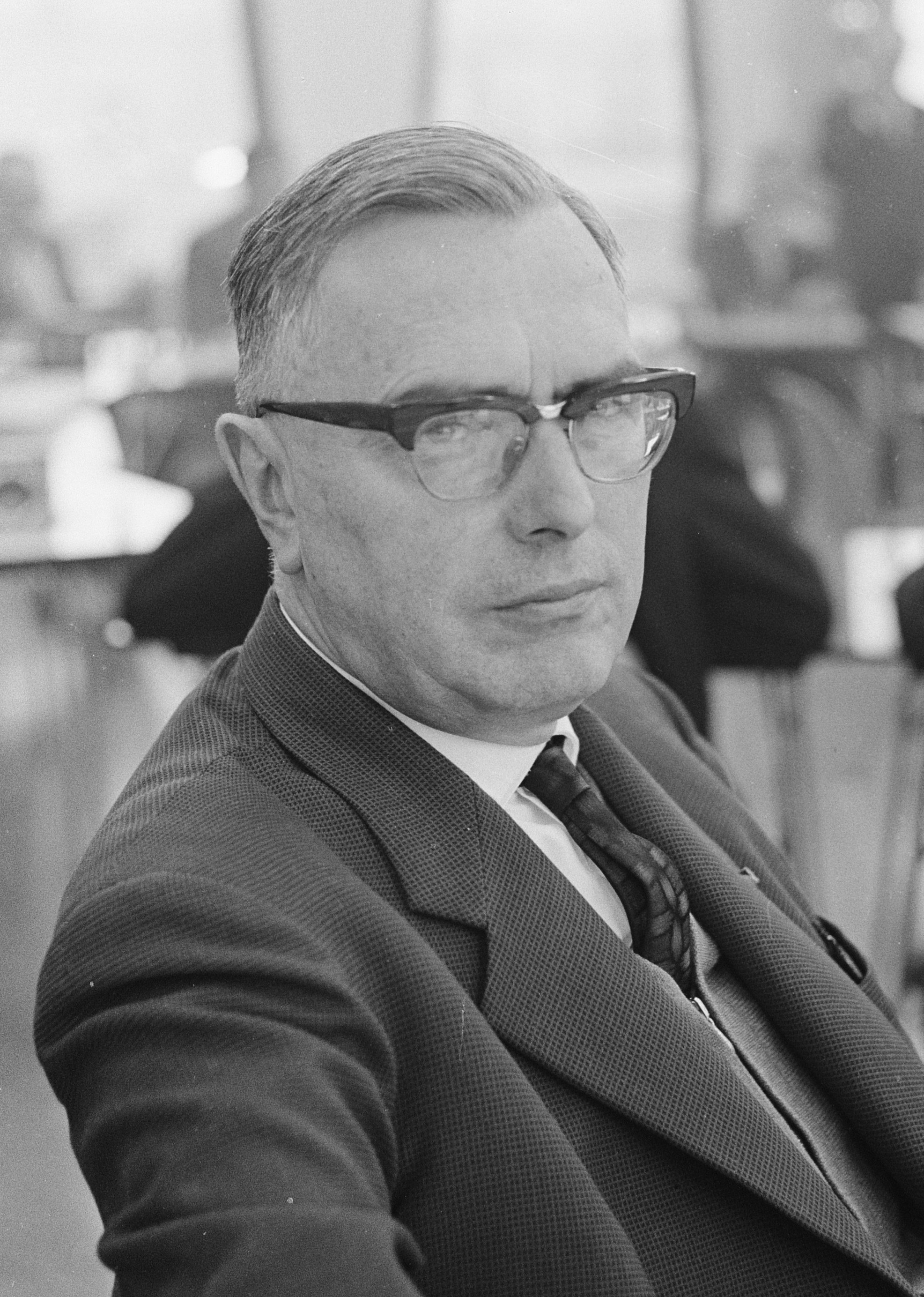
De schaakgrootmeester en academicus Max Euwe werd een directeur in 1959

- Het algemeen bestuur bestond uit vertegenwoordigers van de faculteit economie van de Universiteit van Amsterdam en andere instellingen die met de SSAA samenwerkten.[noot 1][5]
- Het dagelijks bestuur, dat door het algemeen bestuur werd gekozen, bestond uit vijf leden, met van der Schroeff als voorzitter en Reinoud als vicevoorzitter. Van der Schroeff begreep dat het succes van de SSAA afhankelijk was van de steun van de Nederlandse industrie, en daarom werden twee zetels in het dagelijks bestuur toegewezen aan vertegenwoordigers van grote Nederlandse bedrijven.[noot 2][5]
- Het directorium bestond aanvankelijk uit Starreveld en Abraham Barend Frielink. In 1959 werd schaakgrootmeester en academicus Max Euwe als derde directeur toegevoegd.[7]

De SSAA investeerde zich aanvankelijk in twee hoofdtaken: 
- Documentatie: de SSAA richtte een bibliotheek en documentatiecentrum op voor automatisering en slaagde erin een collectie op te bouwen en deze te ontwikkelen tot een van de beste collecties in Europa, die werd verspreid via het eigen tijdschrift van de SSAA, “Informatie”, dat in 1959 werd opgericht.[8]
- Onderzoek: de SSAA voerde onderzoek uit bij bedrijven die al ervaring hadden opgedaan met automatisering, en alle bevindingen werden regelmatig gepubliceerd.[2][7]

#### Onderwijs activiteiten van de SSAA
De SSAA richtte zich op het opleiden van professionals in verschillende functies, van programmeurs tot senior management. In 1963 kreeg de SSAA een examenbevoegdheid van het Ministerie van Economische Zaken en werd daarmee het enige Nederlandse particuliere instituut met deze bevoegdheid. Het jaar daarop, in 1964, startte de SSAA de opleiding AMBI (Automatisering en Mechanisering van de Bestuurlijke Informatievoorziening) om het midden- en senior management in automatisering op te leiden. De opleiding bestond uit een aantal verplichte vakken. Na het succesvol afronden van de genoemde cursussen kon een student het examen afleggen. Dit was de hoogst mogelijke kwalificatie op het gebied van automatisering ten tijde van de oprichting en werd beschouwd als de enige Nederlandse automatiseringsopleiding op HBO-niveau.
De voormalige directeur-generaal van Defensie, Sybrandus Dirk Duyverman, werd in 1964 de algemeen directeur van de SSAA, en de focus van de SSAA verschoof gestaag naar onderwijs, dat naast het AMBI bestond uit verschillende cursussen. Dit leidde tot onvrede bij verschillende academici die bij de organisatie betrokken waren, zoals Van der Schroeff en Frielink, omdat dit ten koste ging van het onderzoek. In 1968 werd echter duidelijk dat financiële overwegingen een serieus probleem aan het worden waren door inadequate overheidssubsidies. In 1969 werd onder auspiciën van de SSAA het rapport "Opleiding Informatica" gepubliceerd. Dit rapport bevatte de boodschap dat onderwijs in informatica op HBO niveau noodzakelijk was, wat uiteindelijk leidde tot de oprichting van HBO-opleidingen in informatica.

#### De SSI en de oprichting van NOVI
In 1970 veranderde de SSAA zijn naam in Stichting het Nederlands Studiecentrum voor Informatic (SSI), die in 1971 het Nederlands Opleidingsinstituut voor Informatica (NOVI) oprichtte als de afdeling die gespecialiseerd was in onderwijs binnen de SSI, maar autonoom opereerde onder leiding van Bert van 't Klooster. Dit betekende dat Duyverman de algemeen directeur van de SSI bleef, maar zich niet meer bemoeide met de onderwijsactiviteiten, waardoor de SSI zich kon concentreren op onderzoek.
In 1971 stond de SSI op de rand van faillissement. Het Ministerie van Binnenlandse Zaken greep in en benoemde Frans Kordes om de situatie te onderzoeken. Uit het onderzoek bleek dat, naast het feit dat het aantal begunstigers sinds de jaren zestig niet was toegenomen, de financiële problemen ook werden verergerd door Duyvermans ambities om de SSAA internationaal uit te breiden, wat leidde tot hogere kosten en geen winst. Duyverman moest zijn gezag opgeven en ging in 1972 met pensioen, terwijl Van 't Klooster aftrad en Groothof werd benoemd als algemeen directeur. De onderzoeksafdeling werd opgeheven en alle internationale activiteiten werden stopgezet. In ruil daarvoor ontving de SSI subsidies van de overheid. Vanwege de publiciteit die NOVI in korte tijd ontving, ging de SSI onder de roepnaam "Studiecentrum NOVI" en werd de stichting voornamelijk een onderwijsinstelling. De reorganisatie redde de SSI, en het AMBI-programma werd een groot succes met een gemiddeld aantal studenten van 4000 bij NOVI tussen 1975 en 1980.

### NOVI als afzonderlijk opleidingsinstituut (1982) en hogeschool (1997)
In 1982 ging de stichting Studiecentrum NOVI (SSI) failliet. De onderwijsafdeling (als NOVI Opleidingen) en het tijdschrift van de stichting (Informatie) werden verkocht aan Kluwer. Het AMBI-examen werd overgenomen door een speciaal opgerichte stichting (bekend als de EXIN). NOVI zette haar activiteiten voort als een particuliere onderwijsinstelling die zich richtte op de studie van automatisering en ICT. In 1997 werd NOVI gekocht door de Markus Verbeek Groep en in hetzelfde jaar richtte het bestuur van NOVI Opleidingen de NOVI Hogeschool op, nadat deze status was verkregen van het Nederlandse ministerie van Onderwijs. In 2013 vond er een reorganisatie plaats waarbij de hogeschool als onderwijsinstelling werd gescheiden van de cursussen (NOVI Opleidingen). In deze regeling zouden de accreditaties voor de opleidingen worden gehouden door het bestuur van Stichting Hoger Onderwijs NOVI, dat de eigenaar is van de hogeschool, die op haar beurt functioneert als een uitvoerende organisatie voor het onderwijs van de cursussen.

## Voetnoten
1. ↑  In het eerste algemeen bestuur zaten onder anderen academici zoals Antoon Marius van Rietschoten en Abraham Goudeket, naast de secretaris van de Vereniging van Importeurs en Fabrikanten van Kantoormachines (Vifka).[6][5]
2. ↑  De overige drie zetels van het dagelijks bestuur werden ingevuld door Petrus Cornelis Breek, bestuurslid van Philips; Albert Thomas de Lange, de voorzitter van het Nederlands Instituut voor Accountancy (NIVA); Coenraad Reenalda, administrateur van de Nederlandsche Heidemaatschappij (tegenwoordig Arcadis).[5]
3. ↑  Het rapport werd samengesteld door de Frielink Commissie (genoemd naar de voormalige directeur van de SSAA). Naast grote Nederlandse economische giganten waren er verschillende ministeries vertegenwoordigd. De Nederlandse Minister van Onderwijs en Wetenschappen, Hans Grosheide, opende de eerste vergadering van de commissie en stelde dat de commissie zou rapporteren aan het bestuur van de SSAA en niet aan de overheid. Desondanks leidde de aanbevelingen van de commissie tot de oprichting van een eigen commissie door de overheid voor "Wiskunde en Informatica in het Hoger Beroepsonderwijs" in 1970. Uiteindelijk gaf het Ministerie van Onderwijs in 1971 toestemming aan twee HBO-instellingen in Eindhoven en Enschede om HBO-opleidingen in informatica op te zetten.[13]